# Енгельскірхен
Енгельскірхен (нім. Engelskirchen) — сільська громада в Німеччині, знаходиться в землі Північний Рейн-Вестфалія. Підпорядковується адміністративному округу Кельн. Входить до складу району Обербергішер.
Площа — 63,07 км2. Населення становить 19 297 ос. (станом на 31 грудня 2020).